# Кочарлинский, Фиридун-бек Ахмед-бек оглы
Фиридун-бек Ахмед-бек оглы Кочарлинский или Кочарли (азерб.  فریدون بَی کؤچرلی, Firidun bəy Əhməd bəy oğlu Köçərli; 26 января 1863, Шуша — 1920, Гянджа) — азербайджанский филолог, писатель, литературный критик. Политический и государственный деятель.

## Биография
Фиридун-бек Кочарлинский родился в 1863 году в городе Шуша. Был единственным ребёнком в семье. После окончания местной русско-мусульманской школы поступил в Закавказскую учительскую семинарию в Гори. Получив в 1885 году диплом, приступил к преподавательской деятельности в качестве учителя богословия и азербайджанского языка в Эриванской русско-мусульманской школе. В 1895 году был приглашён на работу в учительскую семинарию в Гори.
Кочарлинский был одним из первых азербайджанских учёных, поднявших вопрос о стандартизации литературного азербайджанского языка. В 1895 году Кочарлинский опубликовал свою первую статью — «Татарские комедии», в 1904 — «Письма о нашей литературе». В 1903 году в свет вышел его первый научный труд — «Литература адербейджанских татар» (адербейджанскими татарами до Революции было принято называть азербайджанцев), критический обзор работ 130 азербайджанских поэтов и писателей. В последующие годы были изданы работы «Мирза Фатали Ахундов» (1911) и «Подарок детям» (1912). 
Кочарлинский также занимался переводами произведений русских и европейских авторов на азербайджанский. 
Его самый крупный труд — «Материалы по истории азербайджанской литературы» — был опубликован только в 1925 году, уже после смерти учёного. Он являлся наиболее точным и информативным источником по истории и развитию азербайджанской литературы своего периода.
Кочарлинский был членом избранного в феврале 1918 года Закавказского сейма, состоял в Закавказском  Центральном  мусульманском совете (позже — Национальный совет Азербайджана), провозгласившем 28 мая 1918 года Азербайджан независимым государством. К тому времени он занимал должность директора новообразованной учительской семинарии в городе Казах. 

## Арест. Гибель
В политической и общественной суматохе, вызванной советизацией, Кочарлинский был арестован, вывезен в Гянджу. 

В результате ложных сведений, записанных Либерманом под диктовку Саркиса Данеляна, согласно которым Фиридун-бек обвинялся в контрреволюционной деятельности и неподчинении законам новой власти, Кочарлинский был казнён без суда и следствия. Приговор был приведён в исполнение за подписью начального Особого управления № 7 Либермана и комиссара по особым делам Г. Султанова от 4 июня 1920 года. Позже Нариман Нариманов, высоко ценивший деятельность Кочарли, приказал найти и наказать виновника расстрела Кочарли.

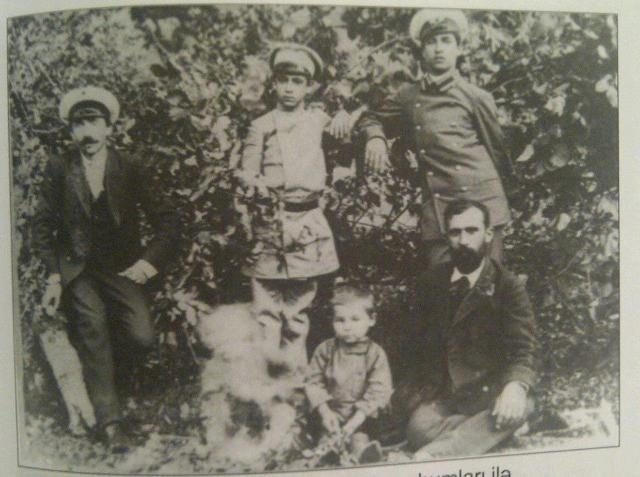
С родственниками в Шуше. 1915 год

## Семья
Кочарли был женат на уроженке Казаха Бадисаба Кочарлинской (урождённой Векиловой), работавшей преподавателем в школах Баку, Закатал и Нухи. В Нухе она работала в детском доме. За свою деятельность воспитала более 400 детей-сирот. Детей у них не было.

## Наследие
В советское время, особенно в эпоху Сталина, из-за политических связей автора с азербайджанскими национальными движениями, рассматривавшимися как контрреволюционные, об исследованиях Фиридун-бека Кочарлинского практически ничего не было известно. Первым учёным, исследовавшим наследие Кочарлинского, был Бекир Набиев. Начиная с 1957 года, он вёл архивные исследования и встречался с оставшимися в живых коллегами и учениками Кочарлинского, и в 1960 году издал монографию о вкладе Кочарлинского в научную литературу.